# 도쿄 지하철 02계 전동차
도쿄 지하철 02계 전동차(일본어: 東京地下鉄02系電車)는 1988년부터 2024년까지 운행했던 도쿄 메트로 (이전 제도고속도교통영단)의 전동차이다.

## 개요

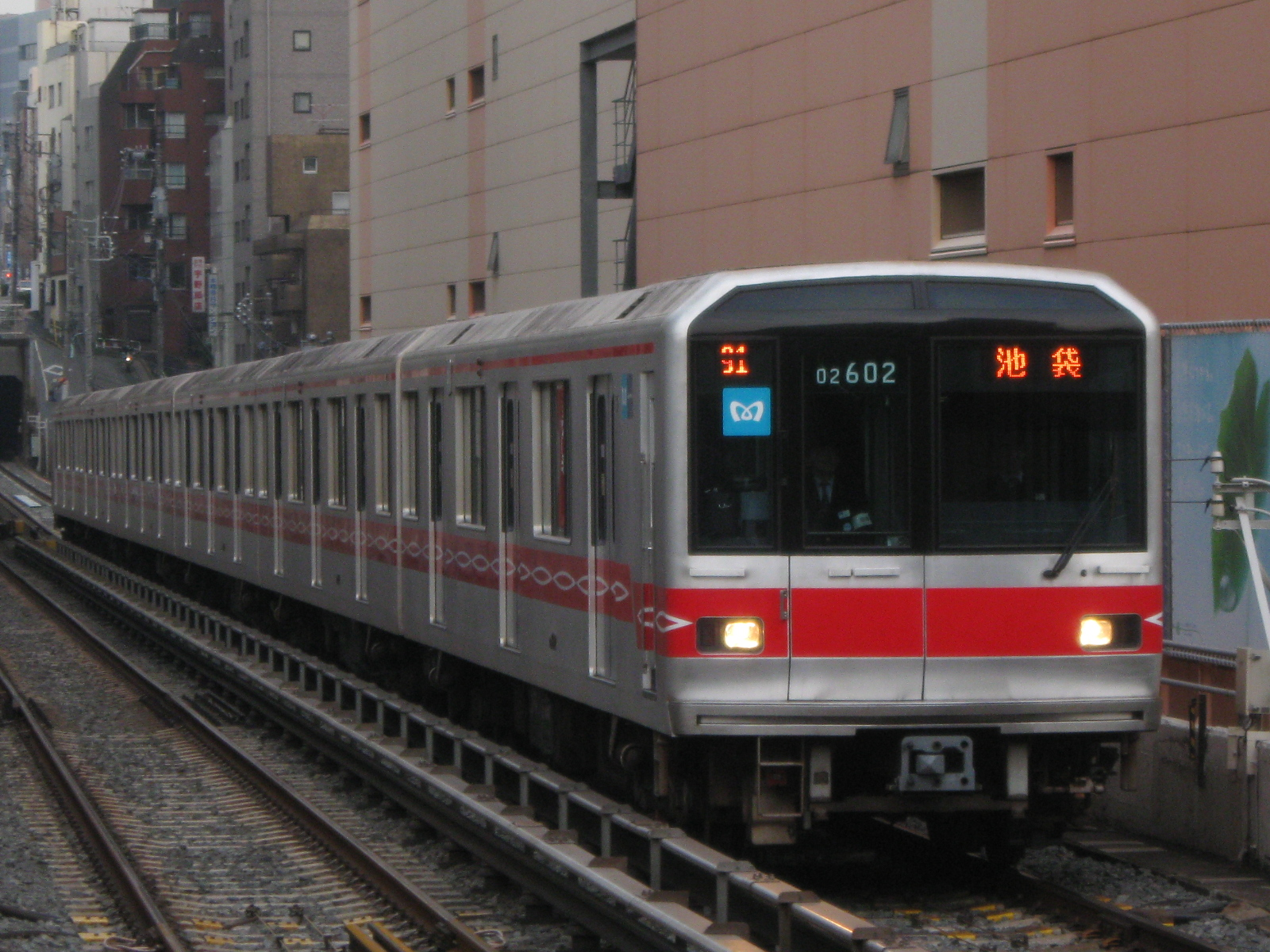
도쿄 지하철 마루노우치 선에서 운행하고 있는 02계 전동차

기존의 도쿄 지하철 마루노우치 선에서 운행하고 있던 제도고속도교통영단 500형 전동차가 내구연한 30년이 초과되면서 제도고속도교통영단에서 차량 교체를 위해 도쿄 지하철 01계 전동차 모델을 기반으로 제작된 차량을 발주하기 시작했다. 제작 공법 및 차량 설계가 도쿄 지하철 01계 전동차 모델을 기반으로 하여 차체길이와 폭을 제외하면 일본의 철도 차량 수준으로 넓혔다. 1988년 10월에 최초로 운행을 시작했다. 1998년 3월에 자동 열차 제어 장치를 도입했고 2002년 11월에 자동으로 역에서 정차가 가능한 TASC를 설치했다. 2009년에 TASC의 개수 및 이를 활용한 ATO 설비를 도입과 동시에 전 차량이 1인 승무가 가능 하도록 개조되었다.
도입 당시 투핸들 방식으로 도입했으나 1인 승무에 대응해 원핸들 방식으로 개조되었다. 2014년에 도입 경과 20년이 넘으면서 1차분의 경우 B수선 개조를 거치면서 내부 설비와 추진 제어 장치가 교체되었다. 기존의 초퍼 제어에서 도쿄 지하철 16000계 전동차에서 정식으로 채용된 PMSM과 VVVF-IGBT 제어 장치로 교체되었다. 행선 표시기를 LED로 교체하고 실내에 안내용 LCD 모니터를 탑재했다. 또한 기동 가속도와 최고 속도가 향상되는 등 개량도 이루어졌다. 한편 도입이 경과한지 30년이 초과되면서 2018년 신형 차량 도입을 발표했다. 2023년까지 53편성이 순차별로 도입될 예정으로 모든 편성이 교체될 예정이다.

## 편성
- 도쿄 지하철 02계 전동차는 다음과 같은 편성으로 구성하고 있다.[4]

### 6량 편성
| 호차 | 1      | 2      | 3      | 4      | 5      | 6      |
| ---- | ------ | ------ | ------ | ------ | ------ | ------ |
| 명칭 | CT1    | M      | T      | M'     | M      | CT2    |
| 번호 | 02-100 | 02-200 | 02-300 | 02-400 | 02-500 | 02-600 |

### 3량 편성
- 3량 편성의 경우 호난초 지선에서 운행하고 있으며 편성은 다음과 같다.[4]

| 호차 | 1      | 2      | 3      |
| ---- | ------ | ------ | ------ |
| 명칭 | CM     | M1     | CT'    |
| 번호 | 02-180 | 02-280 | 02-380 |

## 현황

### B수선 차량
| 차호        | 도입 시기 | B수선 시기 | 운행 중단 시기 | 비고                                                                                        |
| ----------- | --------- | ---------- | -------------- | ------------------------------------------------------------------------------------------- |
| 02-101 편성 | 1988년    | 2011년     | 2024년         |                                                                                             |
| 02-102 편성 | 1988년    | 2009년     | 2023년         | 첫번째로 B수선된 차량이다. 일본 최초의 PMSM 전동차이다.                                     |
| 02-103 편성 | 1988년    | 2011년     | 2023년         |                                                                                             |
| 02-104 편성 | 1988년    | 2012년     | 2023년         |                                                                                             |
| 02-105 편성 | 1989년    | 2010년     | 2023년         |                                                                                             |
| 02-106 편성 | 1989년    | 2012년     | 2023년         |                                                                                             |
| 02-107 편성 | 1989년    | 2014년     | 2023년         |                                                                                             |
| 02-108 편성 | 1990년    | 2011년     | 2023년         |                                                                                             |
| 02-109 편성 | 1990년    | 2011년     | 2023년         |                                                                                             |
| 02-110 편성 | 1990년    | 2010년     | 2023년         |                                                                                             |
| 02-111 편성 | 1991년    | 2011년     | 2024년         |                                                                                             |
| 02-112 편성 | 1991년    | 2013년     | 2023년         |                                                                                             |
| 02-113 편성 | 1992년    | 2012년     | 2024년         |                                                                                             |
| 02-114 편성 | 1992년    | 2010년     | 2024년         |                                                                                             |
| 02-115 편성 | 1992년    | 2012년     | 2024년         |                                                                                             |
| 02-116 편성 | 1992년    | 2013년     | 2022년         | 1995년에 도쿄 지하철 사린 사건으로 차내에서 사린가스로 살포되었으나 이후 운행을 재개하였다. |
| 02-117 편성 | 1992년    | 2013년     | 2022년         |                                                                                             |
| 02-118 편성 | 1992년    | 2013년     | 2023년         |                                                                                             |
| 02-119 편성 | 1992년    | 2013년     | 2023년         |                                                                                             |

### 본선용
| 차호        | 도입 시기 | 운행 중단 시기 | 비고                                                                                        |
| ----------- | --------- | -------------- | ------------------------------------------------------------------------------------------- |
| 02-120 편성 | 1992년    | 2020년         |                                                                                             |
| 02-121 편성 | 1992년    | 2019년         |                                                                                             |
| 02-122 편성 | 1992년    | 2019년         |                                                                                             |
| 02-123 편성 | 1993년    | 2019년         |                                                                                             |
| 02-124 편성 | 1993년    | 2019년         |                                                                                             |
| 02-125 편성 | 1993년    | 2020년         |                                                                                             |
| 02-126 편성 | 1993년    | 2019년         |                                                                                             |
| 02-127 편성 | 1993년    | 2019년         |                                                                                             |
| 02-128 편성 | 1993년    | 2019년         |                                                                                             |
| 02-129 편성 | 1993년    | 2019년         |                                                                                             |
| 02-130 편성 | 1993년    | 2018년         |                                                                                             |
| 02-131 편성 | 1994년    | 2021년         |                                                                                             |
| 02-132 편성 | 1994년    | 2018년         |                                                                                             |
| 02-133 편성 | 1994년    | 2021년         |                                                                                             |
| 02-134 편성 | 1994년    | 2018년         |                                                                                             |
| 02-135 편성 | 1994년    | 2021년         |                                                                                             |
| 02-136 편성 | 1994년    | 2021년         |                                                                                             |
| 02-137 편성 | 1994년    | 2021년         |                                                                                             |
| 02-138 편성 | 1994년    | 2021년         |                                                                                             |
| 02-139 편성 | 1994년    | 2019년         |                                                                                             |
| 02-140 편성 | 1994년    | 2021년         |                                                                                             |
| 02-141 편성 | 1994년    | 2021년         |                                                                                             |
| 02-142 편성 | 1994년    | 2021년         |                                                                                             |
| 02-143 편성 | 1994년    | 2021년         |                                                                                             |
| 02-144 편성 | 1994년    | 2020년         |                                                                                             |
| 02-145 편성 | 1994년    | 2021년         |                                                                                             |
| 02-146 편성 | 1994년    | 2019년         |                                                                                             |
| 02-147 편성 | 1994년    | 2021년         |                                                                                             |
| 02-148 편성 | 1994년    | 2018년         |                                                                                             |
| 02-149 편성 | 1994년    | 2019년         |                                                                                             |
| 02-150 편성 | 1994년    | 2022년         | 1995년에 도쿄 지하철 사린 사건으로 차내에서 사린가스로 살포되었으나 이후 운행을 재개하였다. |
| 02-151 편성 | 1994년    | 2019년         | 일부는 필리핀 한 대학으로 기증됐다.                                                         |
| 02-152 편성 | 1994년    | 2019년         |                                                                                             |
| 02-153 편성 | 1994년    | 2022년         |                                                                                             |

### 호난초 지선
| 차호        | 도입 시기 | 운행 중단 시기 | 비고 |
| ----------- | --------- | -------------- | ---- |
| 02-181 편성 | 1996년    | 2022년         |      |
| 02-182 편성 | 1996년    | 2021년         |      |
| 02-183 편성 | 1996년    | 2021년         |      |
| 02-184 편성 | 1996년    | 2022년         |      |
| 02-185 편성 | 1996년    | 2022년         |      |
| 02-186 편성 | 1996년    | 2022년         |      |

## 차내 사진

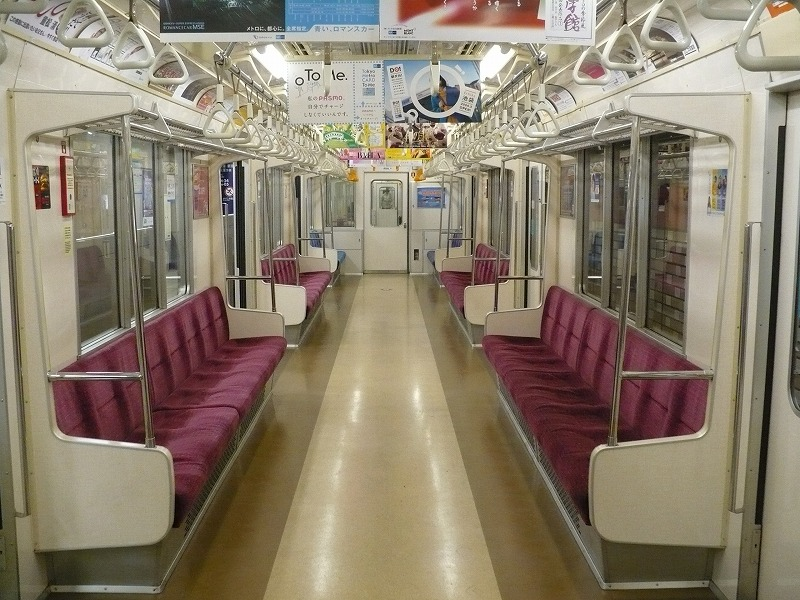
I02계 실내 내부 (미개조)
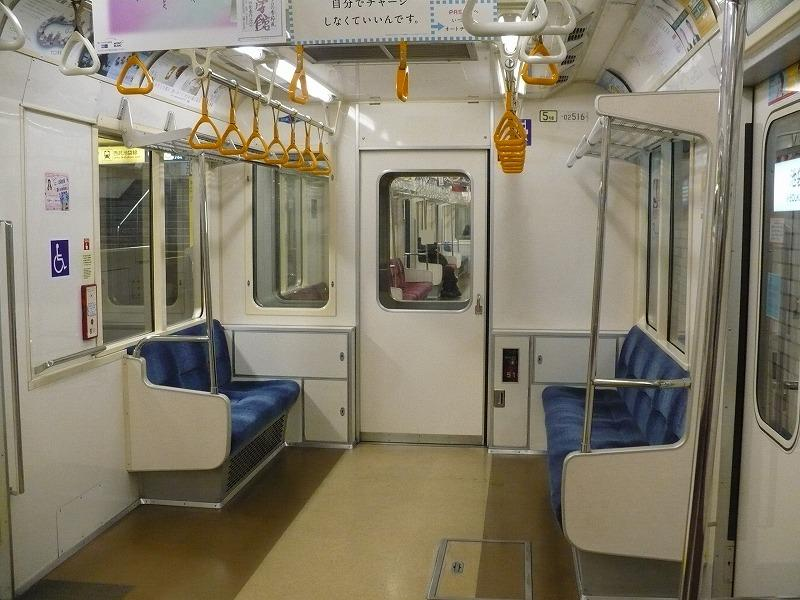
02계 좌석 전경 (미개조)
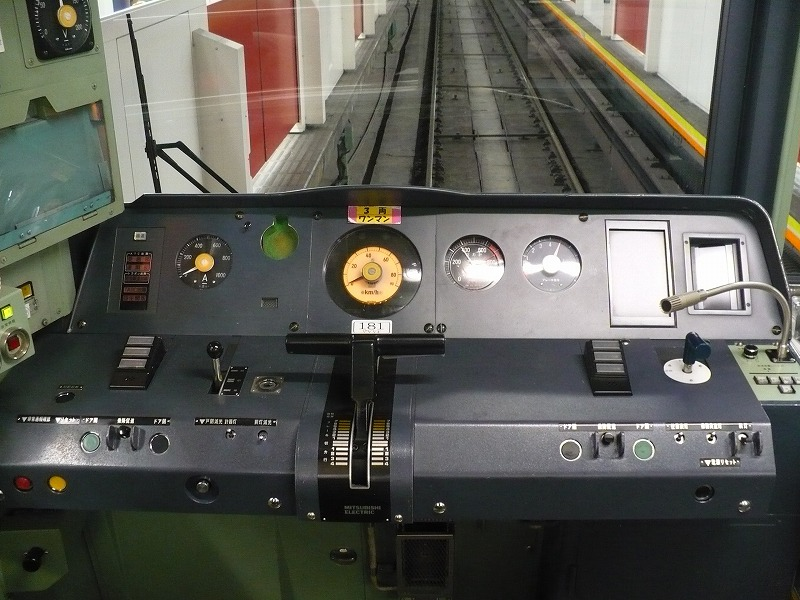
02계 운전실 내부
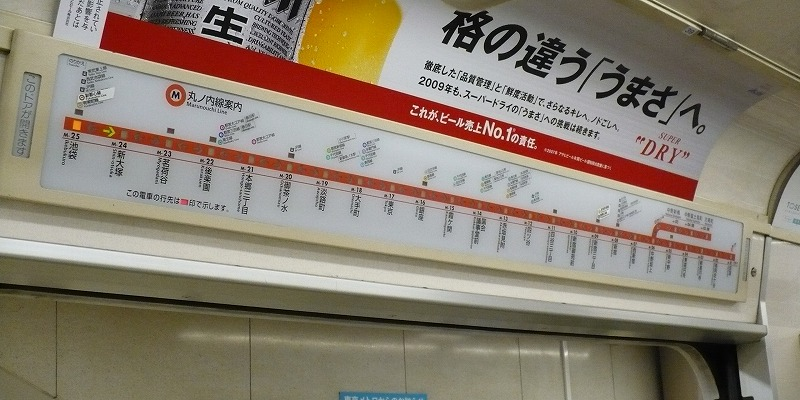
02계 노선도
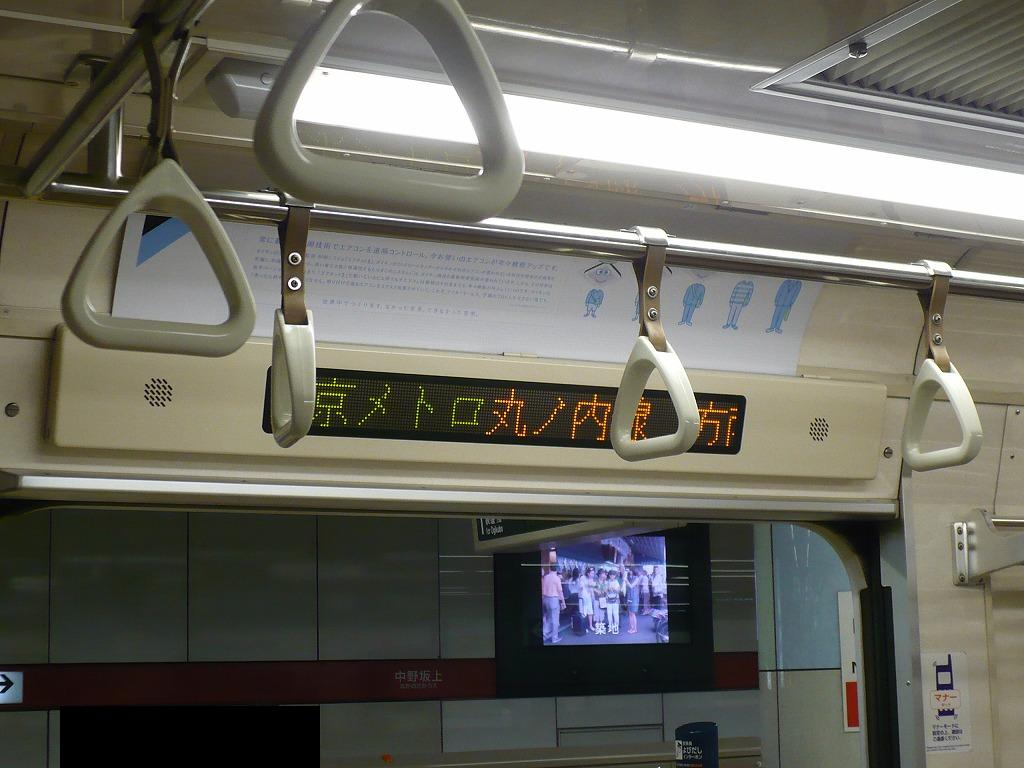
02계 LED 안내 방송 표기